# Hawaiisångare
Hawaiisångare (Acrocephalus familiaris) är en fågel i familjen rörsångare inom ordningen tättingar.

## Utseende
Hawaiisångaren är en liten (13 cm), karaktärslös tunnäbbad rörsångare. Den är brun ovan, mörkast på hjässan, och vit under. Sången är en enkel ramsa av snabba, metalliska toner.

## Utbredning och systematik
Hawaiisångare delas in i två underarter:
- A. f. kingi – förekommer på ön Nihoa (västra Hawaii)
- A. f. familiaris – förekom på ön Laysan (västra Hawaii), utdöd sedan cirka 1923

### Familjetillhörighet
Tidigare fördes rörsångarna liksom ett mycket stort antal andra arter till familjen Sylviidae, tidigare kallad rätt och slätt sångare. Forskning har dock visat att denna gruppering är missvisande, eftersom då även välkända och mycket distinkta familjer som svalor, lärkor och stjärtmesar i så fall bör inkluderas. Hawaiisångaren med släktingar har därför brutits ut till familjen rörsångare (Acrocephalidae).

## Status
Hawaiisångaren förekommer idag endast på en enda liten ö, med ett bestånd som understiger 1000 vuxna individer och som varierar kraftigt på grund av tropiska stormar. Variationerna i populationsstorlek har lett till stor brist på genetisk variation i det överlevande beståndet, vilket i sin tur gör arten mycket sårbar för påverkan från invasiva djur- och växtarter, liksom stormar och sjukdomar. IUCN kategoriserar den som akut hotad.

## Bilder

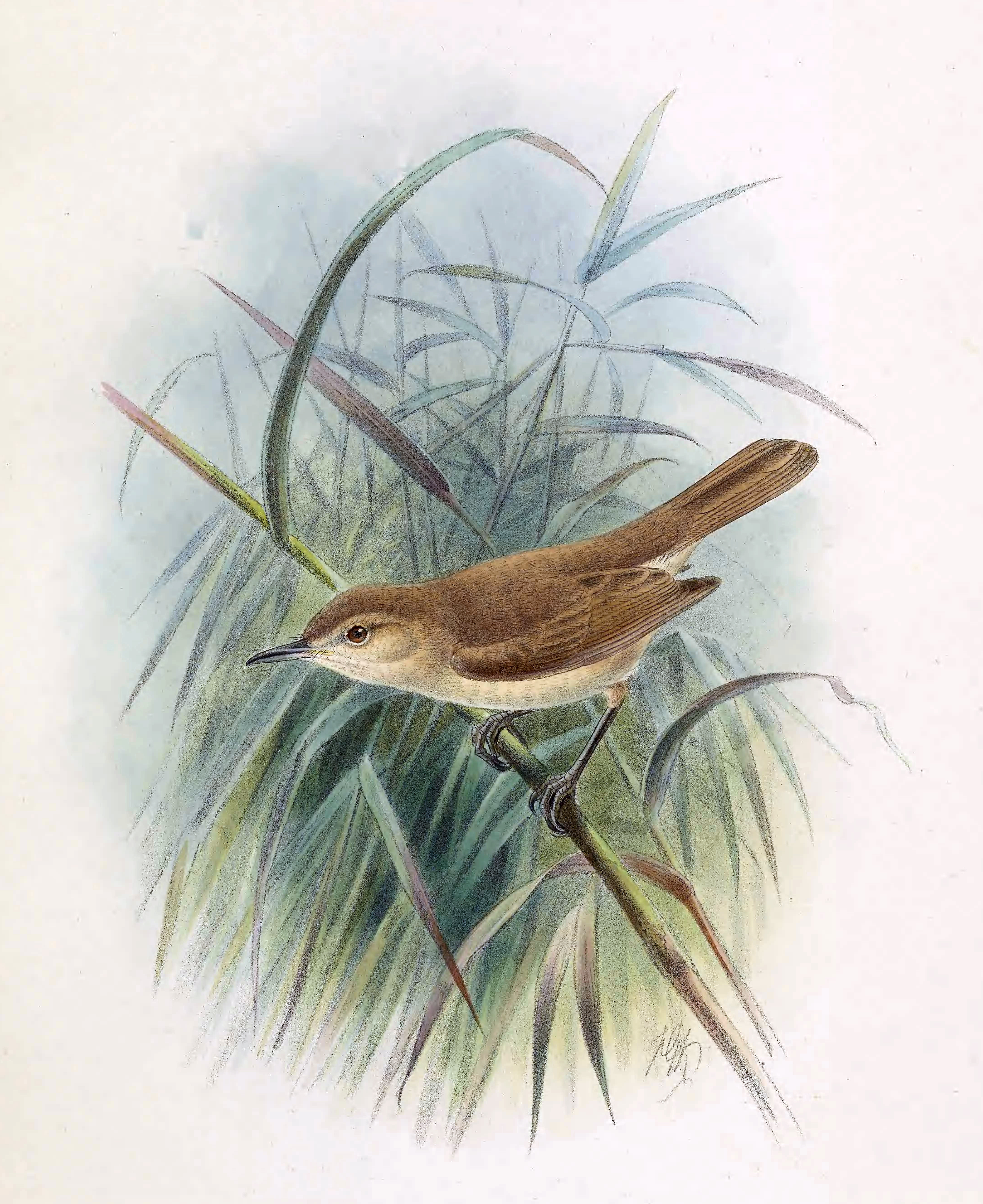
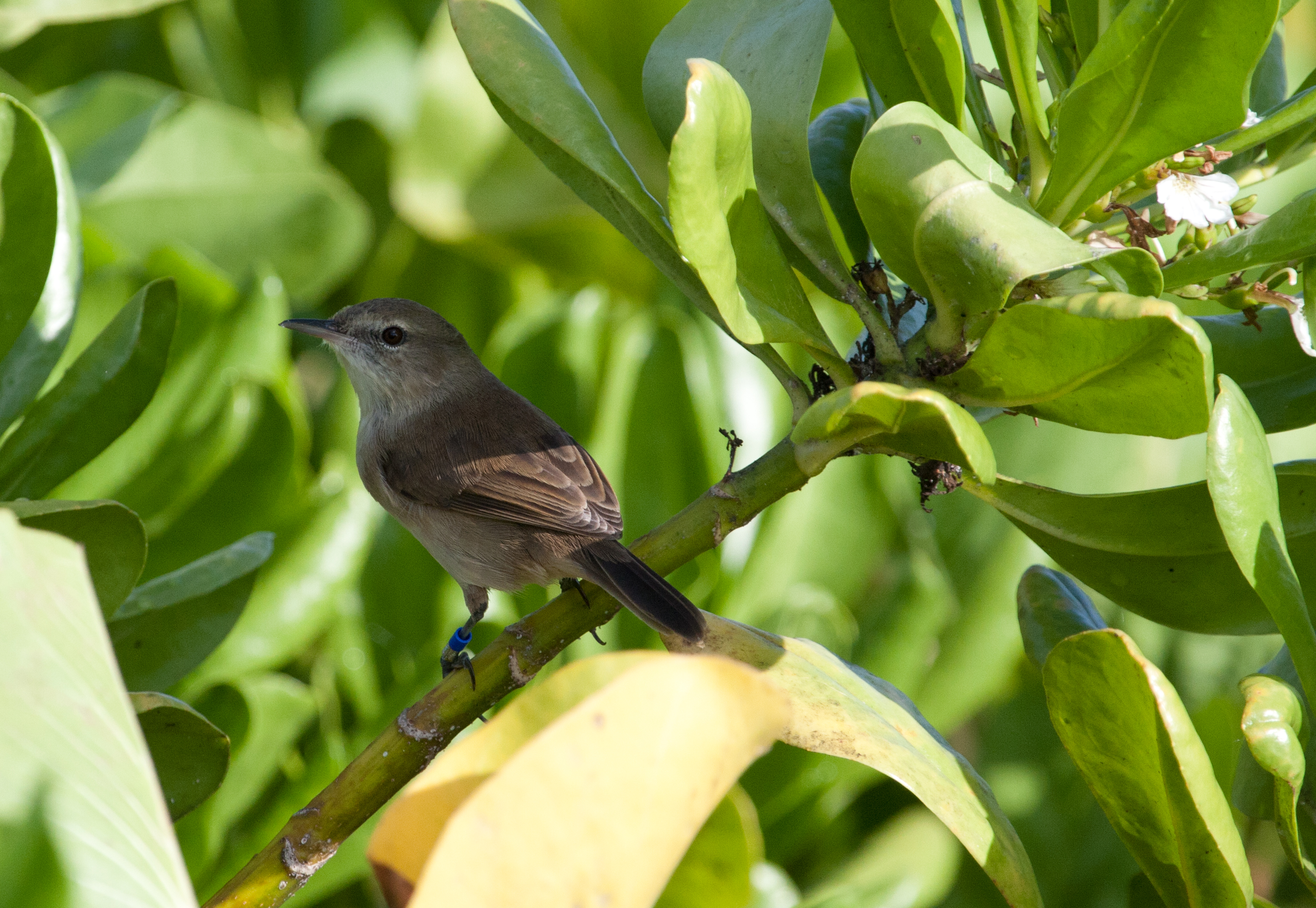
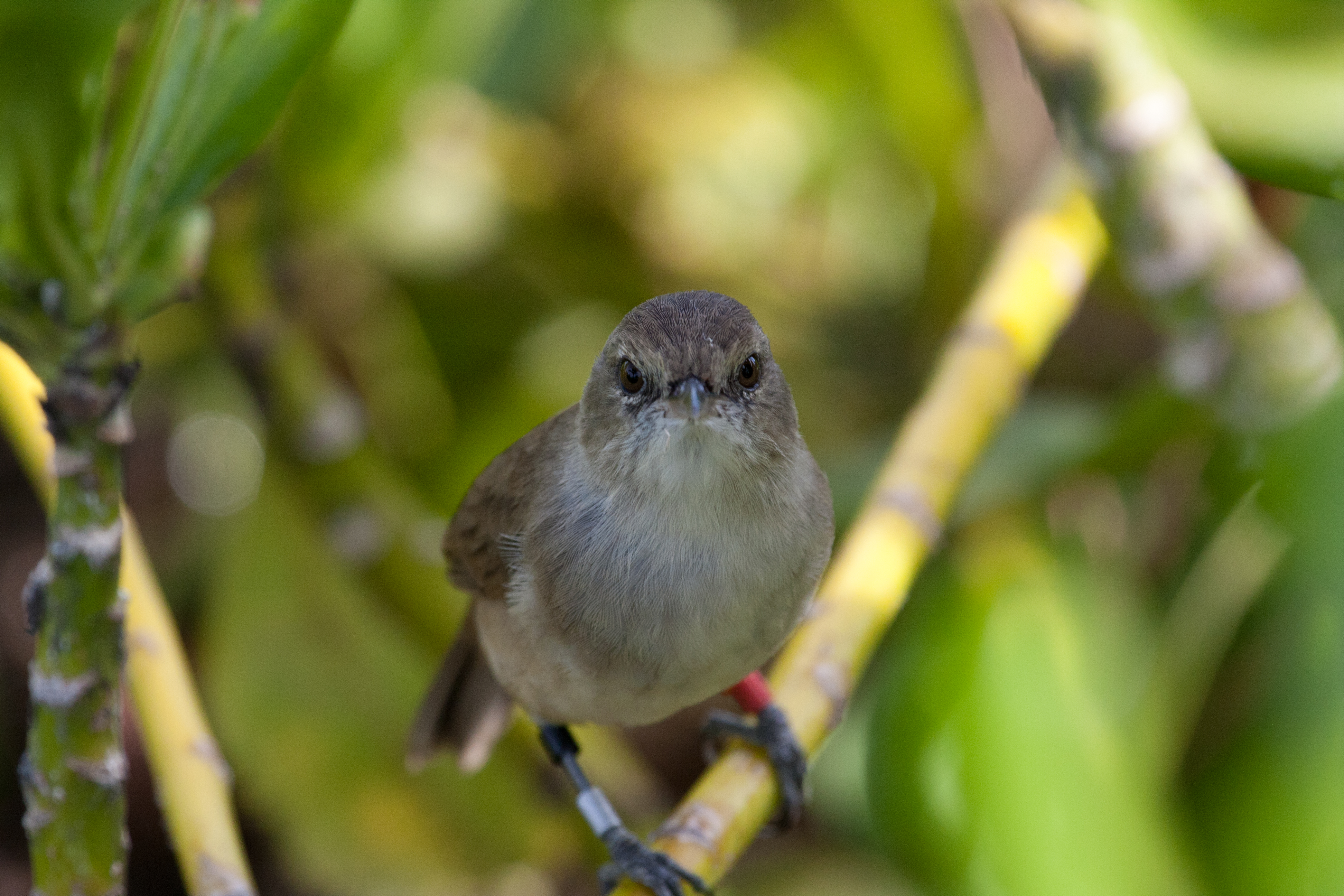
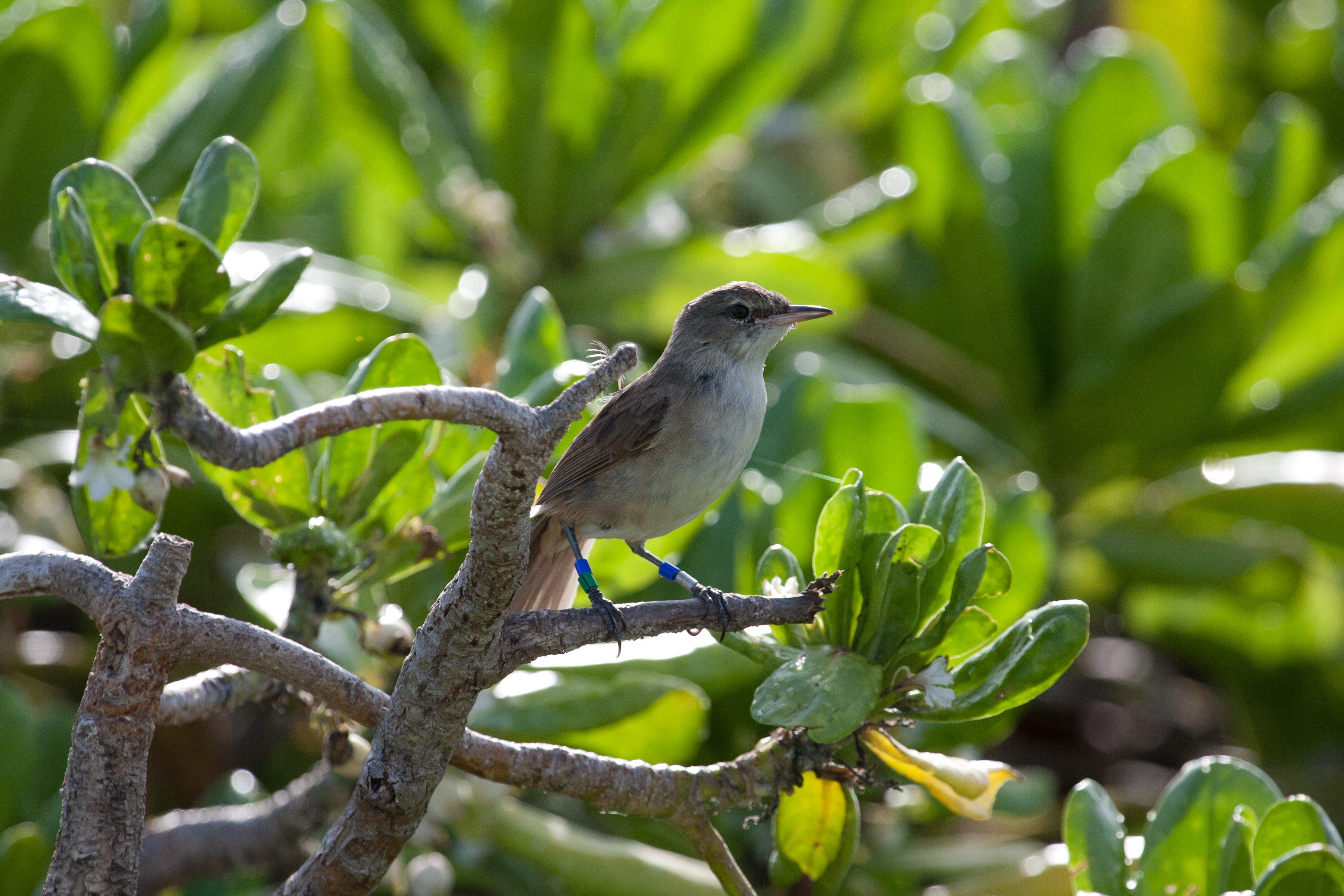